# Vattenpolo vid medelhavsspelen 1971
Vattenpoloturneringen vid medelhavsspelen 1971 avgjordes i Izmir i Turkiet. Endast herrarnas vattenpoloturnering genomfördes. I herrarnas turnering tävlade fem lag: Jugoslavien, Italien, Spanien, Grekland och Turkiet.

## Medaljsummering
| Gren                          | Guld        | Silver  | Brons   |
| Herrarnas vattenpoloturnering | Jugoslavien | Italien | Spanien |

## Placeringar
| \| Pl. \| Lag \| \| --- \| ----------- \| \| \| Jugoslavien \| \| \| Italien \| \| \| Spanien \| \| 4. \| Grekland \| \| 5. \| Turkiet \| |             |
| Pl. | Lag         |
| | Jugoslavien |
| | Italien     |
| | Spanien     |
| 4. | Grekland    |
| 5. | Turkiet     |